# Референдум о местном времени в Волгоградской области
Референдум о местном времени в Волгоградской области прошёл 18 марта 2018 года, одновременно с выборами президента. Большинство проголосовавших (59,41 % против 40,59 %) высказалось за инициирование Волгоградской областной Думой законопроекта о переходе области в часовую зону МСК+1 (московское время плюс 1 час). В результате внесённый в Госдуму законопроект получил статус закона и 28 октября 2018 года часы в области были переведены на 1 час вперёд.
С 25 июня по 1 июля 2020 года, одновременно с общероссийским голосованием по поправкам к Конституции, среди жителей Волгоградской области был проведён опрос, в котором большинство проголосовавших (65,74 % против 33,99 %) высказалось за возвращение на московское время. Перевод часов на 1 час назад состоялся 27 декабря 2020 года.

## Предыстория
До 1988 года в Волгоградской области действовало время, опережавшее московское время на 1 час. Постановлением Совета министров СССР с последнего воскресенья марта (то есть 27 марта) 1988 года на территории области было установлено московское время.
После реформ исчисления времени в 2010—2014 годах в ряде регионов европейской части России появились предложения о необходимости перехода из часовой зоны МСК в зону МСК+1. В обоснование этого указывалось на ранние рассветы и закаты солнца летом. С 2015 года такие предложения стали поступать и в Волгоградскую областную Думу.
Комитет по охране здоровья Волгоградской областной Думы начал изучать мнение жителей области начиная с марта 2016 года. Онлайн-опрос на сайте областной Думы дал следующие результаты (по состоянию на 19 апреля 2016 года): 85 % респондентов (13 807 человек) высказались за переход на время МСК+1, 15 % опрошенных (2 482 человека) предпочли остаться в часовой зоне МСК, 3574 участника опроса (22 %) заявили, что раннее начало светового дня не отражается на их самочувствии, 12 715 человек или 78 % от общего числа респондентов отметили, что ранние рассвет и закат негативно влияют на их самочувствие и работоспособность.
В начале 2017 года председатель комитета Волгоградской областной думы по охране здоровья Наталья Семёнова заявила, что у жителей области есть четыре разных мнения о возможном переводе часов на 1 час вперёд, но ни одно из них не является доминирующим. Было отмечено, что в разного рода опросах и анкетировании приняло участие более 160 тысяч жителей области.

## Кампания референдума
19 октября 2017 года руководитель Общественной палаты Волгоградской области Татьяна Гензе высказала предложение провести региональный референдум о переходе на время МСК+1. Предложение было поддержано губернатором Волгоградской области Андреем Бочаровым, поручившим общественной палате готовить референдум.
8 ноября 2017 года Избирательная комиссия Волгоградской области зарегистрировала инициативную группу по сбору подписей за проведение референдума, которая должна была собрать не менее 37 704 подписей жителей Волгоградской области за период не более 35 дней после регистрации группы. На территории Волгоградской области было открыто 50 пунктов по сбору подписей.
На 5 декабря было собрано 40 тысяч подписей.
21 декабря было принято постановление «О назначении референдума в Волгоградской области» с указанием даты проведения 18 марта 2018 года, то есть референдум планировалось провести одновременно с президентскими выборами 2018 года.
18 марта 2018 года сторонники перевода часов провели флешмоб: участники акции автомобилисты выстроили автомобили в форме циферблата часов, несколько автомобилей образовали часовую стрелку, а мотоциклисты изобразили минутную стрелку — эта «стрелка» сделала полный оборот, после чего все участники выпустили воздушные шары.

## Результаты референдума

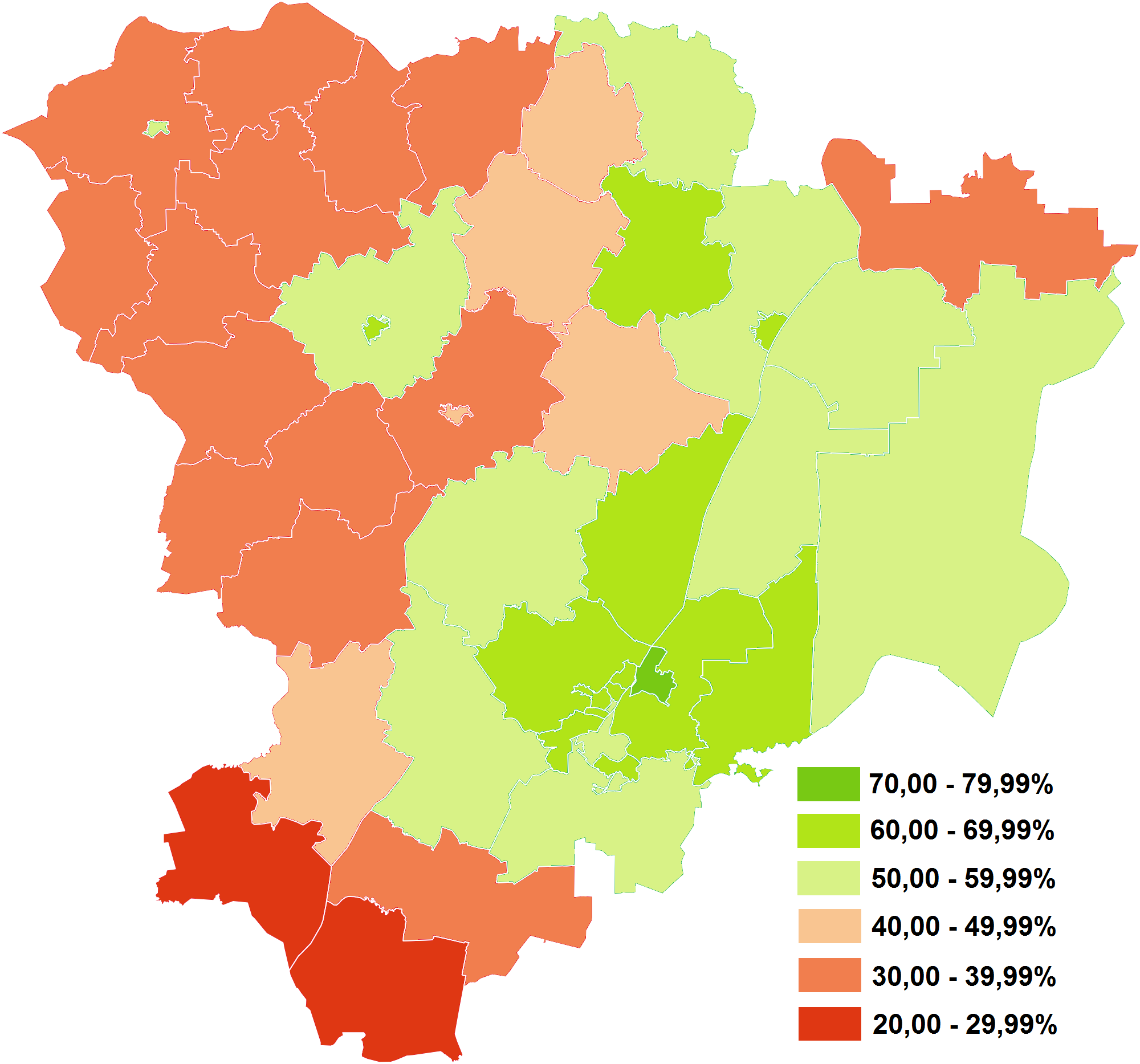
Доля ответивших «Да» на вопрос, поставленный на референдуме

Формулировка вопроса, поставленного на голосование, была следующей:

Считаете ли Вы необходимым внесение Волгоградской областной Думой в Государственную Думу Федерального Собрания Российской Федерации проекта федерального закона «О внесении изменений в статью 5 Федерального закона „Об исчислении времени“», предусматривающего переход Волгоградской области из 2-й часовой зоны (МСК, московское время, UTC+3) в 3-ю часовую зону (МСК+1, московское время плюс 1 час, UTC+4)?
Референдум признан состоявшимся, явка участников превысила 50 %. Проголосовало за («да») 58,82 %, или 687 028 избирателей, против («нет») — 40,18 %, или 469 344 избирателя.
| Название ТИК                 | Избирателей | Явка      | Явка  | «Да»    | «Да»  | «Нет»   | «Нет» | Недействительных бюллетеней | Недействительных бюллетеней |
| Название ТИК                 | Избирателей | Кол-во    | %     | Голосов | %     | Голосов | %     | Кол-во                      | %                           |
| ---------------------------- | ----------- | --------- | ----- | ------- | ----- | ------- | ----- | --------------------------- | --------------------------- |
| Алексеевская                 | 12 462      | 10 162    | 81,54 | 3375    | 33,21 | 6718    | 66,11 | 69                          | 0,68                        |
| Быковская                    | 19 739      | 11 270    | 57,10 | 6180    | 54,84 | 4905    | 43,52 | 185                         | 1,64                        |
| Волгоград, Ворошиловская     | 55 413      | 34 357    | 62,00 | 21 239  | 61,82 | 12 801  | 37,26 | 317                         | 0,92                        |
| Волгоград, Дзержинская       | 126 358     | 81 180    | 64,25 | 50 316  | 61,98 | 30 135  | 37,12 | 729                         | 0,90                        |
| Волгоград, Кировская         | 66 081      | 41 665    | 63,05 | 24 626  | 59,10 | 16 595  | 39,83 | 444                         | 1,07                        |
| Волгоград, Красноармейская   | 112 914     | 71 686    | 63,49 | 50 124  | 69,92 | 20 960  | 29,24 | 602                         | 0,84                        |
| Волгоград, Краснооктябрьская | 99 151      | 67 773    | 68,35 | 44 667  | 65,91 | 22 451  | 33,13 | 655                         | 0,97                        |
| Волгоград, Советская         | 74 759      | 52 719    | 70,52 | 32 790  | 62,20 | 19 461  | 36,91 | 468                         | 0,89                        |
| Волгоград, Тракторозаводская | 96 200      | 56 051    | 58,27 | 38 938  | 69,47 | 16 515  | 29,46 | 598                         | 1,07                        |
| Волгоград, Центральная       | 52 101      | 35 566    | 68,26 | 19 933  | 56,05 | 15 274  | 42,95 | 359                         | 1,01                        |
| Волжская городская           | 209 414     | 129 232   | 61,71 | 98 314  | 76,08 | 29 722  | 23,00 | 1196                        | 0,93                        |
| Городищенская                | 49 213      | 28 146    | 57,19 | 18 350  | 65,20 | 9479    | 33,68 | 317                         | 1,13                        |
| Даниловская                  | 12 078      | 8147      | 67,45 | 3695    | 45,35 | 4378    | 53,74 | 74                          | 0,91                        |
| Дубовская                    | 20 159      | 13 715    | 68,03 | 8257    | 60,20 | 5269    | 38,42 | 189                         | 1,38                        |
| Еланская                     | 22 975      | 17 165    | 74,71 | 6580    | 38,33 | 10 456  | 60,91 | 129                         | 0,75                        |
| Жирновская                   | 32 022      | 25 536    | 79,75 | 15 259  | 59,75 | 10 079  | 39,47 | 198                         | 0,78                        |
| Иловлинская                  | 21 654      | 17 952    | 82,90 | 10 144  | 56,51 | 7672    | 42,74 | 136                         | 0,76                        |
| Калачёвская                  | 41 927      | 24 663    | 58,82 | 14 424  | 58,48 | 9892    | 40,11 | 347                         | 1,41                        |
| Камышинская                  | 28 546      | 18 920    | 66,28 | 9677    | 51,15 | 9007    | 47,61 | 236                         | 1,25                        |
| Камышинская городская        | 71 101      | 55 464    | 78,01 | 34 193  | 61,65 | 20 743  | 37,40 | 528                         | 0,95                        |
| Киквидзенская                | 11 703      | 8991      | 76,83 | 3419    | 38,03 | 5492    | 61,08 | 80                          | 0,89                        |
| Клетская                     | 12 301      | 8908      | 72,42 | 3378    | 37,92 | 5476    | 61,47 | 54                          | 0,61                        |
| Котельниковская              | 25 034      | 15 516    | 61,98 | 4522    | 29,14 | 10 774  | 69,44 | 220                         | 1,42                        |
| Котовская                    | 26 277      | 15 127    | 57,57 | 10 161  | 67,17 | 4803    | 31,75 | 163                         | 1,08                        |
| Кумылженская                 | 14 761      | 10 571    | 71,61 | 3980    | 37,65 | 6525    | 61,73 | 66                          | 0,62                        |
| Ленинская                    | 20 514      | 12 881    | 62,79 | 7953    | 61,74 | 4640    | 36,02 | 288                         | 2,24                        |
| Михайловская                 | 17 685      | 12 411    | 70,18 | 6252    | 50,37 | 6054    | 48,78 | 105                         | 0,85                        |
| Михайловская городская       | 43 688      | 25 480    | 58,32 | 17 813  | 69,91 | 7453    | 29,25 | 214                         | 0,84                        |
| Нехаевская                   | 11 044      | 9224      | 83,52 | 2785    | 30,19 | 6385    | 69,22 | 54                          | 0,59                        |
| Николаевская                 | 19 069      | 14 963    | 78,47 | 8579    | 57,33 | 6184    | 41,33 | 200                         | 1,34                        |
| Новоаннинская                | 26 591      | 18 684    | 70,26 | 7268    | 38,90 | 11 222  | 60,06 | 194                         | 1,04                        |
| Новониколаевская             | 17 413      | 12 817    | 73,61 | 5029    | 39,24 | 7655    | 59,73 | 133                         | 1,04                        |
| Октябрьская                  | 15 958      | 10 889    | 68,24 | 3764    | 34,57 | 6976    | 64,06 | 149                         | 1,37                        |
| Ольховская                   | 12 389      | 7921      | 63,94 | 3873    | 48,90 | 3906    | 49,31 | 142                         | 1,79                        |
| Палласовская                 | 27 810      | 17 889    | 64,33 | 9719    | 54,33 | 7920    | 44,27 | 250                         | 1,40                        |
| Руднянская                   | 12 480      | 8508      | 68,17 | 4183    | 49,17 | 4240    | 49,84 | 85                          | 1,00                        |
| Светлоярская                 | 28 274      | 20 201    | 71,45 | 11 558  | 57,21 | 8468    | 41,92 | 175                         | 0,87                        |
| Серафимовичская              | 16 697      | 11 486    | 68,79 | 3908    | 34,02 | 7430    | 64,69 | 148                         | 1,29                        |
| Среднеахтубинская            | 40 139      | 25 647    | 63,90 | 17 333  | 67,58 | 8065    | 31,45 | 249                         | 0,97                        |
| Старополтавская              | 14 483      | 9844      | 67,97 | 3744    | 38,03 | 5958    | 60,52 | 142                         | 1,44                        |
| Суровикинская                | 24 982      | 15 211    | 60,89 | 6446    | 42,38 | 8565    | 56,31 | 200                         | 1,31                        |
| Урюпинская                   | 19 752      | 14 208    | 71,93 | 4759    | 33,50 | 9299    | 65,45 | 150                         | 1,06                        |
| Урюпинская городская         | 29 137      | 22 668    | 77,80 | 12 388  | 54,65 | 10 125  | 44,67 | 155                         | 0,68                        |
| Фроловская                   | 10 615      | 8236      | 77,59 | 2654    | 32,22 | 5517    | 66,99 | 65                          | 0,79                        |
| Фроловская городская         | 28 056      | 20 045    | 71,45 | 8469    | 42,25 | 11 406  | 56,90 | 170                         | 0,85                        |
| Чернышковская                | 12 273      | 8392      | 68,38 | 2010    | 23,95 | 6294    | 75,00 | 88                          | 1,05                        |
| Всего по области             | 1 763 392   | 1 168 087 | 66,24 | 687 028 | 58,82 | 469 344 | 40,18 | 11 715                      | 1,00                        |

### Последствия
22 марта 2018 года председатель Волгоградской областной Думы Николай Семисотов поручил комитету по охране здоровья подготовить проект федерального закона «О внесении изменений в статью 5 Федерального закона „Об исчислении времени“». Перевод часов был запланирован на 28 октября 2018 года. 27 апреля 2018 года законопроект был внесён в Государственную думу, на стадии рассмотрения получил положительный официальный отзыв правительства РФ с формулировкой: «Указанные изменения приведут к увеличению суммарного за год эффективно используемого населением светлого вечернего времени суток в период с 18 до 23 часов». Закон был подписан президентом 11 октября 2018 года.
28 октября 2018 года в 2:00 по местному времени часы в Волгоградской области были переведены на 1 час вперёд.

### Анализ итогов
Татьяна Изотова (член инициативной группы «Я за солнечный час») оценила результаты, как победу «здравого смысла населения». Андрей Бочков (администратор группы «Перевод часов Волгоградская область» в социальной сети «ВКонтакте») заявил, что предполагаемый перевес 65 % не был достигнут, так как не у всех участников референдума была возможность высказать своё мнение — голосовавшие не по месту жительства не получали бюллетени для голосования. Светлана Казаченок, член Общественной палаты России, не согласная с результатами, отметила, что при освещении референдума в СМИ был перекос в сторону местного патриотизма — противопоставлялись «московское время» и «волгоградское время». По её мнению, противников перевода было больше, но «как правило, приходят на участки те, кто хочет что-то изменить, а те, кто всем доволен, менее активны».
Врач невролог-сомнолог Алексей Катышев высказал мнение, почему жители районов и городских округов по-разному голосовали за изменение местного времени, и предупредил жителей области о негативных последствиях принятого решения. Он подчеркнул, что минусов в изменении часовой зоны гораздо больше, чем ожидаемых плюсов. По его мнению, примирить противников и сторонников может возврат к сезонному переводу часов.

## Опрос 2020 года и его итоги
В марте 2020 года председатель Волгоградской областной Думы Александр Блошкин предложил вынести на голосование вопрос о возвращении московского времени. В обращении к губернатору он заявил, что итогом референдума 2018 года была удовлетворена одна часть населения, но другая активно выступала против. Отвечая на предложение, губернатор Андрей Бочаров отметил, что хотя принятое на референдуме решение надо уважать, но у него не проходит ни одной встречи без обращения с этим вопросом, и поддержал эту инициативу, указав на проблемы бизнес-сообщества, родителей с не высыпающимися детьми и неудобство сетки телевещания.
Дума без обсуждения приняла постановление «О выявлении мнения населения Волгоградской области по вопросу об исчислении времени», проведение опроса было назначено на 22 апреля — в один день с общероссийским голосованием по поправкам к Конституции. Некоторые источники сообщали, что проведение опроса использовалось как средство для повышения явки на голосование по поправкам к Конституции. Позднее опрос, как и общероссийское голосование, был перенесён и проводился с 25 июня по 1 июля 2020 года. По официальным данным, в опросе приняли участие 74 % населения, за переход на московское время проголосовало 65,74 % участников, против — 33,99 %.
22 августа 2020 года законопроект Волгоградской областной Думы о переходе на московское время был внесён в Государственную думу. Сторонники местного времени МСК+1 организовали движение «За волгоградское время», проводили пикеты в Волгограде и Москве, обосновывали несоответствие проведённых мероприятий действующему законодательству, обжаловали решение Волгоградской областной думы в суде.
Законопроект получил положительный официальный отзыв правительства РФ, в котором отмечено, что изменение «позволит увеличить (суммарно за год) эффективно используемое населением светлое время суток в период с 6 до 9 часов утра». На стадии согласования проекта официального отзыва правительства Министерство юстиции Российской Федерации и Российская академия наук не поддержали переход Волгоградской области на московское время. В декабре закон был принят Госдумой (с поправкой о переносе даты перехода 20 декабря на 27 декабря 2020 года) и одобрен Советом Федерации, а 22 декабря был подписан президентом. Волгоградская область перешла на московское время 27 декабря 2020 года в 02:00.

## Инициатива проведения референдума в 2021 году
14 апреля 2021 года сторонники местного времени МСК+1, недовольные итогами опроса 2020 года, обратились в Избирательную комиссию Волгоградской области с инициативой проведения референдума по вопросу изменения часовой зоны. Избирательная комиссия приняла решение о регистрации инициативы и направила документы в Волгоградскую областную Думу, которая признала вопрос законным.
Вопрос, который предлагался к вынесению на референдум:

Считаете ли Вы необходимым внесение Волгоградской областной Думой в Государственную Думу Федерального Собрания Российской Федерации проекта федерального закона «О внесении изменений в статью 5 Федерального закона „Об исчислении времени“», предусматривающего переход Волгоградской области из 2-й часовой зоны (МСК, московское время, UTC+3) в 3-ю часовую зону (МСК+1, московское время плюс 1 час, UTC+4)?
Инициативная группа по подготовке к проведению референдума была зарегистрирована 30 апреля 2021 года. Сбор подписей в поддержку проведения референдума проходил с 12 мая. К 3 июня, по заявлению инициаторов, необходимое количество подписей было собрано.
По итогам проведённой избирательной комиссией проверки подписных листов недостоверными признаны 17,06 % (допускается не более 5 %) от общего количества подписей, отобранных для проверки посредством случайной выборки, на основании чего было принято решение об отказе в проведении областного референдума и аннулировании регистрационного свидетельства инициативной группы.